# Amblyoproctus arianarum
Amblyoproctus arianarum är en skalbaggsart som beskrevs av Roger Paul Dechambre 2008. Amblyoproctus arianarum ingår i släktet Amblyoproctus och familjen Dynastidae. Inga underarter finns listade i Catalogue of Life.